# Hombre bala

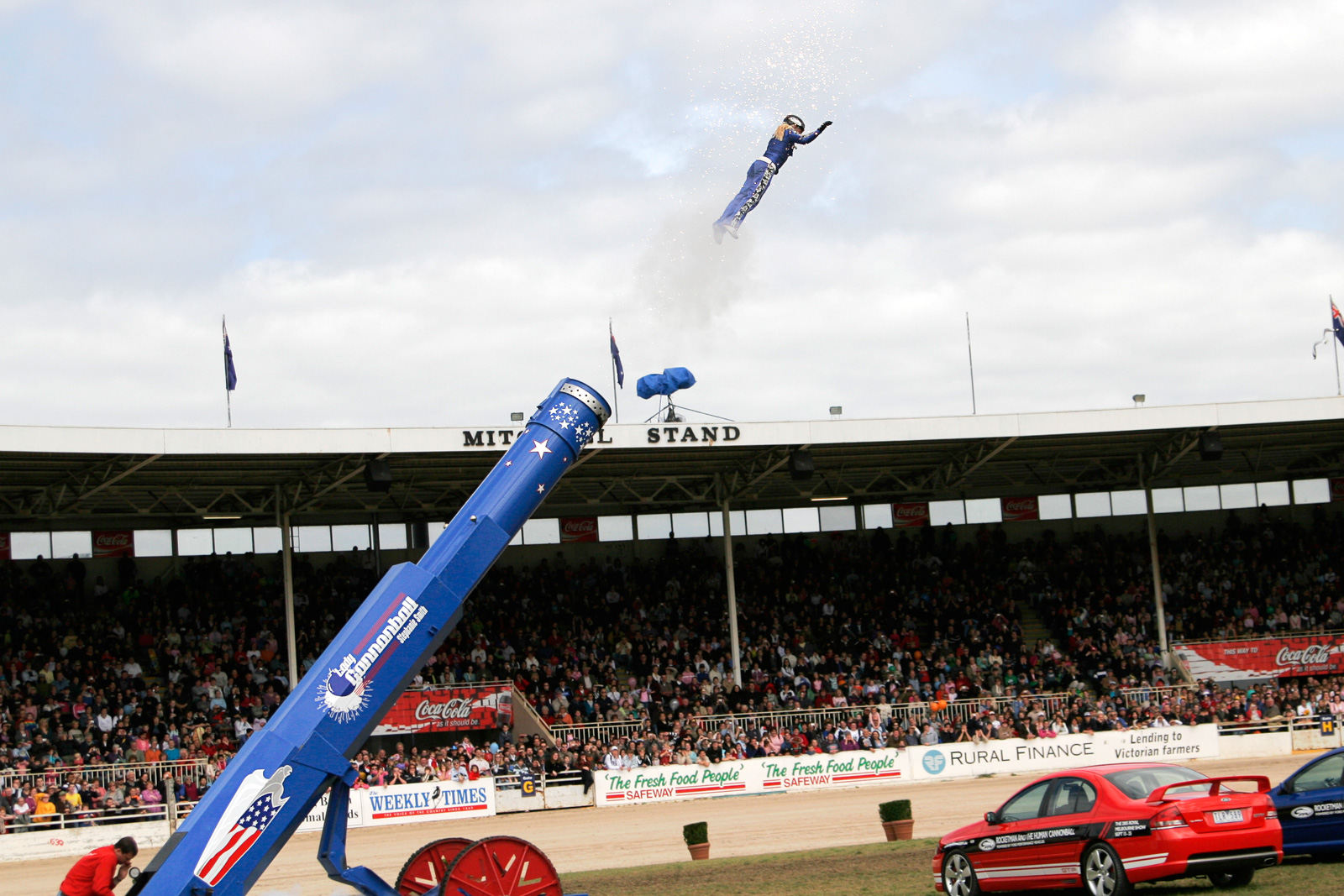
Stephanie Smith, hombre bala en el Royal Melbourne Show, 2005.

Un hombre bala es una persona que se expulsa a modo de bola de cañón desde un cañón especialmente diseñado para ello. El impulso no es proporcionado por la pólvora, sino por un muelle elástico o un resorte de aire comprimido. En su empleo para circos, la pólvora se puede utilizar para proporcionar efectos visuales y auditivos, pero no guarda relación alguna con el mecanismo que impulsa al hombre bala.
El hombre bala aterriza en una red horizontal, siendo su colocación determinada por los mecánismos clásicos. Su empleo al aire libre pueden también tener como lugar de aterrizaje una zona con agua superficial. El primer hombre bala fue en 1877 una mujer llamada "Zazel" (Rossa Matilda Richter, que por aquel entonces solamente contaba con 14 años de edad). Un cañón de resorte creado por George Farini la lanzó, en un espectáculo creado por el P.T. Barnum Circus.

## Récord mundial
El actual récord del mundo para el lanzamiento más lejano de un hombre bala es de 56,54 metros, los que voló David "Bala" Smith. El lanzamiento fue realizado el 18 de mayo de 1998, en Kennywood Park, West Mifflin, Pensilvania, Estados Unidos. Se estima que David Smith voló a unos 112 km/h en el lanzamiento que obtuvo el récord.
Este lanzamiento fue ejecutado con un ángulo de 45°.